# Rya Taza
Rya Taza là một đô thị thuộc tỉnh Aragatsotn, Armenia. Dân số ước tính năm 2011 là 540 người.